# محمد رضا (أديب)
محمد رضا أديب مصري عاش في مدينة القاهرة، حيث شغل منصب أمين مكتبة الجامعة وعمل كمدرس في مدرسة الجمعية الخيرية الإسلامية. توفي في القاهرة سنة 1950م. يُنسب إليه العديد من الأعمال الأدبية والثقافية التي تضمنت موضوعات متنوعة.
أعماله تشمل:
1. "محمد، صلى الله عليه وسلم - ط"
2. "أبو بكر الصديق - ط"
3. "أبو حامد الغزالي، حياته ومصنفاته - ط"
4. "عثمان ابن عفان - ط"
5. "الفاروق عمر بن الخطاب - ط"
6. "التجارب - ط" في مجال الأخلاق
7. "كلمات في التربية - ط" رسالة
8. "الحسن والحسين - ط" في سيرتهما
9. "الإمام علي بن أبي طالب - ط"

محمد رضا كان شخصًا بارزًا في المجال الثقافي والتعليمي في القاهرة، ومساهمته الثقافية محفوظة في هذه الأعمال التي تعكس اهتماماته وجهوده في نشر المعرفة والقيم الأخلاقية.